# Маккиньи
Маккиньи́ (фр. Macquigny) — коммуна во Франции, находится в регионе Пикардия. Департамент коммуны — Эна. Входит в состав кантона Гиз. Округ коммуны — Вервен.
Код INSEE коммуны — 02450.

## Население
Население коммуны на 2010 год составляло 374 человека.
| 1962 | 1968 | 1975 | 1982 | 1990 | 1999 | 2010 |
| ---- | ---- | ---- | ---- | ---- | ---- | ---- |
| 473  | 515  | 419  | 393  | 346  | 362  | 374  |

## Экономика
В 2010 году среди 234 человек трудоспособного возраста (15—64 лет) 156 были экономически активными, 78 — неактивными (показатель активности — 66,7 %, в 1999 году было 65,7 %). Из 156 активных жителей работали 134 человека (74 мужчины и 60 женщин), безработных было 22 (14 мужчин и 8 женщин). Среди 78 неактивных 16 человек были учениками или студентами, 26 — пенсионерами, 36 были неактивными по другим причинам.